# ホームパーティー検定
ホームパーティー検定（ホームパーティーけんてい）とは、一般社団法人日本ホームパーティー協会が監修するホームパーティーに関する知識を問う検定。

## 概要
「一般社団法人日本ホームパーティー協会」が、ホームパーティーを日本へ普及させるためのプロフェッショナルとしての仕事を生み出すことで、ホームパーティーを通した社会貢献も目的として設置された。「ホームパーティーに関する基礎知識問題をオンライン形式でクイズに一定数以上正解」することで取得できる。5級を入り口に、通信講座形式の4級、スクール形式の講義と筆記・実技の試験を経て取得する3級、2級、1級のクラスがある。

## 検定
★1級
ホームパーティーのあらゆる知識に精通し、楽しみ方を広めるための教室を開催できる。パーティーフード実技審査に加えて、自身のオリジナルレシピ審査やデモレッスンを行う登壇実習などからなる総合審査。2級合格者のみが受検可能。
★2級
スタイリング、デコレーションに並びパーティーフードを特に専門的に習得する。 3級合格者のみが受検可能。
★3級
ホームパーティーの基礎知識を深く理解し、円滑にパーティーを開催できる。 レポート提出と実践写真提出で審査を行う。  4級、5級未取得でも受験が可能。
★4級
ホームパーティーを実際に自宅で楽しむ体験から学ぶ。 受講者は、自宅へ届くテーブルクロスやカトラリーなどが一式揃う「ホームパーティー検定4級受験キット」を使用し審査を行う。  5級未取得でも受験が可能。
★5級
ホームパーティーの初級的な基礎知識を得る写真審査。 インターネット環境があれば日本国内に並び海外からの受験も可能